# Iwan Sergejewitsch Komarow
Iwan Sergejewitsch Komarow (russisch Иван Сергеевич Комаров; * 15. April 2003) ist ein russischer Fußballspieler.

## Karriere
Komarow begann seine Karriere beim FK Rostow. Im Juni 2020 debütierte er für die Profis in der Premjer-Liga, als er am 23. Spieltag der Saison 2019/20 gegen den FK Sotschi in der 60. Minute für Tamas Topurija eingewechselt wurde. In jenem Spiel lief eine reine Jugendmannschaft der Rostower auf, nachdem die Profis aufgrund von COVID-Fällen unter Quarantäne gestellt worden waren. Rostow verlor die Partie mit 10:1.